# Bramall Lane
Bramall Lane là một sân vận động bóng đá ở Sheffield, Nam Yorkshire, Anh. Đây là sân nhà của câu lạc bộ EFL Championship Sheffield United kể từ khi câu lạc bộ được thành lập vào năm 1889. Là sân vận động lớn nhất ở Sheffield trong thế kỷ 19, sân đã tổ chức hầu hết các trận đấu quan trọng nhất của thành phố, bao gồm trận chung kết của giải đấu bóng đá đầu tiên trên thế giới, trận đấu ban đêm đầu tiên được chiếu sáng và một số trận đấu giữa các đội thuộc các hiệp hội bóng đá của Sheffield và Luân Đôn trước khi các quy tắc Sheffield và Luân Đôn của môn bóng đá được thống nhất. Sheffield Wednesday và Sheffield F.C. cũng sử dụng sân vận động này cho các trận đấu lớn. Đây là sân vận động lớn lâu đời nhất trên thế giới vẫn đang tổ chức các trận đấu bóng đá chuyên nghiệp.